# Gottschalk Live

Grafische Darstellung der Einschaltquoten der Sendung „Gottschalk Live“

Gottschalk Live war eine Talksendung mit Thomas Gottschalk, die montags bis donnerstags vom Fernsehsender Das Erste ausgestrahlt wurde. Die erste Sendung fand am 23. Januar 2012 statt, die 70. und letzte Sendung wurde 135 Tage später am 6. Juni 2012 ausgestrahlt.

## Konzept und Inhalt
Gesendet wurde anfangs immer von 19:20 bis 19:50 Uhr live aus Berlin, aus dem Humboldt-Carré nahe dem Gendarmenmarkt. Die Zuschauer konnten über soziale Medien Fragen stellen und mitdiskutieren. In der Show ging es regelmäßig um aktuelle Tagesthemen. In jeder Sendung wurde mindestens ein Gast empfangen, außerdem gab es immer wieder Live-Schaltungen zu Personen an Orten auf der ganzen Welt. Des Weiteren waren auch Telefongespräche ein Element der Sendung. Ein weiterer Bestandteil war die Rubrik Foto/Video/Artikel des Tages.
Das Titellied der Sendung ist eine Coverversion von Bohemian Like You der US-amerikanischen Rockband The Dandy Warhols. Gegen Ende wurde die Sendung stets vom Wetter im Ersten unterbrochen. Das Studio wurde von Florian Wieder entwickelt.

### Überarbeitung
Nach teils relativ schwachen Quoten und schlechten Kritiken gab Das Erste im März 2012 bekannt, dass die Show unter dem neuen Redaktionsleiter Markus Peichl überarbeitet wird. Der Relaunch führte unter anderem dazu, dass eine gerade erst eingeführte Rubrik, in der Oliver Kalkofe Kinokritiken vorstellte, sofort wieder eingestellt wurde. Ab der Sendung vom 19. März 2012 gab es ein Live-Publikum im Studio und die bisher mit im Studio sitzende Redaktion musste weichen. Ebenso kündigte die ARD inhaltliche Überarbeitungen an, um der Show eine klarere Struktur zu geben und so die erhofften Quoten noch zu erreichen. Die Idee, Thomas Gottschalk einen weiblichen Sidekick zur Seite zu stellen, wurde wieder verworfen. Ab April 2012 wurde die Sendung zudem nicht mehr live ausgestrahlt, sondern bereits am späten Nachmittag aufgezeichnet und dann für den Abend passend geschnitten. Dadurch sollten die Abläufe innerhalb der Sendung entspannter wirken, da so die Unterbrechungen für Werbung und das Wetter ohne Zeitdruck anmoderiert werden konnten.

### Einstellung
Am 18. April 2012 gab die ARD bekannt, dass mit der Sendung am 7. Juni 2012 die letzte Folge der Fernsehsendung Gottschalk Live zu sehen sein würde. Die ARD entschied sich nach schlechter Publikumsresonanz und niedrigen Einschaltquoten für die vorzeitige Einstellung der Sendung und machte von einem im Vorfeld vertraglich vereinbarten Sonderkündigungsrecht wegen schlechter Einschaltquoten Gebrauch. Eine von der ARD geforderte durchschnittliche Quote von etwa 10 Prozent konnte Gottschalk Live nach der Pilotsendung nie wieder erreichen.
Thomas Gottschalk, der das Format – nach eigener Aussage im Chat zur Sendung – ursprünglich mindestens drei Jahre lang moderieren wollte und sogar zu einem Engagement über fünf Jahre bereit war, nahm die Entscheidung mit Bedauern zur Kenntnis. Wie die Vorsitzende der ARD, Monika Piel, sprach auch er von einem gescheiterten Experiment und Wagnis.
Am 27. April 2012 teilte die Redaktion von Gottschalk Live mit, dass Thomas Gottschalk ab dem 2. Mai 2012 keine Prominenten mehr in seine Sendung einladen wird. Stattdessen startete Gottschalk das Förderprojekt 66 Träume, in der Menschen persönliche Träume, Hilfsprojekte und Wünsche vorstellen konnten und im Bestfall eine finanzielle Unterstützung erhielten. Durch ein tägliches Internet- und Telefonvoting entschieden die Zuschauer, welches Projekt gefördert werden soll. In der letzten Sendung am 6. Juni 2012 wurden aus den Top 5 ein Sieger ermittelt, welcher zusätzlich von Gottschalk und weiteren Prominenten unterstützt wird.
Einen Tag nach dem Ende von Gottschalk Live trat Gottschalk in einem im Internet übertragenen Live-Talk von Spiegel Online auf und erklärte, dass er vorhabe, auch in Zukunft im Fernsehen aufzutreten.

## Kritik
Die Sendung musste sich mit der Zeit zunehmend mit dem Vorwurf auseinandersetzen, kein richtiges Konzept zu haben. Dazu trugen auch regelmäßig erfolgende falsche Ankündigungen bei. So wurde etwa gleich im Januar angekündigt, dass täglich Videos von einem neu geborenen Eisbär-Baby zu sehen sein würden, wovon aber schon nach kurzer Zeit ohne jegliche Revidierung komplett Abstand genommen wurde. Ähnlich verhielt es sich mit der Kinokolumne von Oliver Kalkofe, die nach 3 Folgen wortlos wieder verschwand, obwohl man bereits einen eigenen Vorspann dafür produziert hatte, oder der Behauptung, Gottschalk würde nach dem Relaunch einen Sidekick bekommen. Darüber hinaus ging die Sendung mit dem Vorhaben an den Start, dass Gottschalk sich nach jeder Show für eine halbe Stunde im Chat aufhalten wolle. Später kündigte Gottschalks Online-Redaktion an, dass er fortan nur noch einmal wöchentlich, dafür aber wesentlich länger im Chat sein werde, was jedoch nie eintrat, sondern lediglich zur Folge hatte, dass es bereits kurz darauf, schon Wochen vor dem Relaunch, ohne weiteren Kommentar keinen Chat mehr gab.
Gottschalk selbst äußerte, dass das Format, mit dem er gescheitert sei, nicht das Format gewesen sei, das er hatte machen wollen.

## Einschaltquoten
In den folgenden Listen werden sämtliche Quoten von „Gottschalk Live“ nach Monaten aufgelistet. Zusätzlich wird von Januar bis April eine zusätzliche Spalte mit Gästen gezeigt. Ab Mai sind die Projekte zu „66 Träume“ in jener Spalte angegeben.
| Folge              | Datum         | Zuschauer in Mio. | Marktanteil in Prozent | Gäste |
| ------------------ | ------------- | ----------------- | ---------------------- | --- |
| 1                  | 23. Jan. 2012 | 4,34              | 14,6                   | Michael „Bully“ Herbig                                                                                    |
| 2                  | 24. Jan. 2012 | 2,43              | 8,6                    | Franz Beckenbauer, Armin Rohde                                                                            |
| 3                  | 25. Jan. 2012 | 2,20              | 7,8                    | Valeria Eisenbart, Quirin Oettl, Justus Schlingensiepen, Neele Marie Nickel, Anna Netrebko, Erwin Schrott |
| 4                  | 26. Jan. 2012 | 1,83              | 6,7                    | Karsten Speck, Katarina Witt                                                                              |
| 5                  | 30. Jan. 2012 | 1,93              | 6,9                    | Anke Engelke, Duran Duran                                                                                 |
| 6                  | 31. Jan. 2012 | 1,40              | 5,0                    | Karl Lagerfeld                                                                                            |
| Monatsdurchschnitt | Januar        | 2,35              | 8,2                    | |

| Folge              | Datum         | Zuschauer in Mio. | Marktanteil in Prozent | Gäste                                                             |
| ------------------ | ------------- | ----------------- | ---------------------- | ----------------------------------------------------------------- |
| 7                  | 1. Feb. 2012  | 1,60              | 5,8                    | Harald Krassnitzer, Adele Neuhauser                               |
| 8                  | 2. Feb. 2012  | 1,42              | 5,1                    | Atze Schröder, Twiggy                                             |
| 9                  | 6. Feb. 2012  | 1,89              | 6,6                    | Helge Schneider, Katherine Heigl                                  |
| 10                 | 7. Feb. 2012  | 1,20              | 4,3                    | Dionne Bromfield, Christian Berkel                                |
| 11                 | 8. Feb. 2012  | 1,35              | 4,8                    | Nina Hagen                                                        |
| 12                 | 9. Feb. 2012  | 0,93              | 3,4                    | Eva Padberg, Oliver Kalkofe                                       |
| 13                 | 13. Feb. 2012 | 1,50              | 5,3                    | Ivy Quainoo, Doris Dörrie                                         |
| 14                 | 14. Feb. 2012 | 1,36              | 4,9                    | Katharina Slomski, Peter Slomski (Ehepaar; Valentinstag)          |
| 15                 | 16. Feb. 2012 | 1,15              | 4,1                    | Jonas Kaufmann, Oliver Kalkofe                                    |
| 16                 | 20. Feb. 2012 | 1,65              | 5,8                    | Oliver Pocher, Andreas Gabalier                                   |
| 17                 | 21. Feb. 2012 | 1,38              | 4,9                    | Silke Burmester (Autorin), Vadim Belon (Taxifahrer)               |
| 18                 | 22. Feb. 2012 | 1,30              | 4,8                    | Jerry Hall, Oliver Kalkofe                                        |
| 19                 | 27. Feb. 2012 | 1,45              | 5,2                    | Frank Plasberg, Amina Thrun (Bügelmeisterin)                      |
| 20                 | 28. Feb. 2012 | 1,14              | 4,1                    | Sebastian Krumbiegel, Konrad Schöbel (Chorknabe d. Thomanerchors) |
| 21                 | 29. Feb. 2012 | 1,24              | 4,7                    | Heino, Kim Wilde                                                  |
| Monatsdurchschnitt | Februar       | 1,37              | 4,9                    |                                                                   |

| Folge              | Datum         | Zuschauer in Mio. | Marktanteil in Prozent | Gäste                                                          |
| ------------------ | ------------- | ----------------- | ---------------------- | -------------------------------------------------------------- |
| 22                 | 1. März 2012  | 1,09              | 4,1                    | Senta Berger                                                   |
| 23                 | 5. März 2012  | 1,35              | 5,0                    | Uwe Ochsenknecht, Roger Cicero                                 |
| 24                 | 6. März 2012  | 1,10              | 4,2                    | Gayle Tufts, Else Buschheuer, Antje Rietz (Trompeterin)        |
| 25                 | 7. März 2012  | 1,20              | 4,3                    | Christine Neubauer, Mike Kraus, Peter Kraus, Ulrich Deppendorf |
| 26                 | 12. März 2012 | 1,34              | 4,9                    | Hans Küng, Rudi Völler                                         |
| 27                 | 13. März 2012 | 0,99              | 3,8                    | Heino Ferch, Daniel Kehlmann                                   |
| 28                 | 14. März 2012 | 1,11              | 4,2                    | Matthias Opdenhövel, Laura Dekker                              |
| 29                 | 15. März 2012 | 0,98              | 3,7                    | Claudia Kleinert, Thomas Ohrner                                |
| 30                 | 19. März 2012 | 1,41              | 5,2                    | Jan Hofer, Oliver Pocher                                       |
| 31                 | 20. März 2012 | 1,21              | 4,6                    | Maria Höfl-Riesch, Barbara Schöneberger                        |
| 32                 | 21. März 2012 | 1,22              | 4,6                    | Désirée Nick, „Das Bo“                                         |
| 33                 | 22. März 2012 | 1,06              | 4,2                    | Ursula Karven, Steffen Henssler                                |
| 34                 | 26. März 2012 | 1,31              | 5,5                    | Tim Bendzko, Gregor Gysi                                       |
| 35                 | 27. März 2012 | 1,25              | 5,4                    | Peter Maffay, Gunter Gabriel                                   |
| 36                 | 28. März 2012 | 1,07              | 4,6                    | Ralf Schmitz, Collien Ulmen-Fernandes                          |
| 37                 | 29. März 2012 | 0,92              | 3,7                    | Erol Sander, Sonya Kraus                                       |
| Monatsdurchschnitt | März          | 1,16              | 4,5                    |                                                                |

| Folge              | Datum         | Zuschauer in Mio. | Marktanteil in Prozent | Gäste                                                   |
| ------------------ | ------------- | ----------------- | ---------------------- | ------------------------------------------------------- |
| 38                 | 2. Apr. 2012  | 1,09              | 4,6                    | Klaus Wowereit, Katrin Bauerfeind                       |
| 39                 | 3. Apr. 2012  | 1,03              | 4,3                    | Ingo Appelt                                             |
| 40                 | 4. Apr. 2012  | 1,19              | 4,9                    | Maxi Arland, Anne Klinge (Theatermacherin)              |
| 41                 | 5. Apr. 2012  | 1,24              | 5,3                    | Günther Jauch                                           |
| 42                 | 10. Apr. 2012 | 1,10              | 4,5                    | Johanna Quaas (Turnerin), Bud Spencer                   |
| 43                 | 11. Apr. 2012 | 1,13              | 4,6                    | Tom Buhrow, Hagen Brüggemann (Gitarrist)                |
| 44                 | 12. Apr. 2012 | 0,97              | 4,0                    | Kai Pflaume, Christiane Schnabel (Beziehungsexpertin)   |
| 45                 | 16. Apr. 2012 | 1,31              | 5,3                    | Mario Barth                                             |
| 46                 | 17. Apr. 2012 | 1,04              | 4,3                    | Harald Krassnitzer, Ann-Kathrin Kramer                  |
| 47                 | 18. Apr. 2012 | 1,17              | 4,9                    | Anke Engelke, Gloria von Thurn und Taxis                |
| 48                 | 19. Apr. 2012 | 0,97              | 4,2                    | Pamela Anderson, Heidi Klum (via Live-Schalte)          |
| 49                 | 23. Apr. 2012 | 1,20              | 5,0                    | Hugo Egon Balder                                        |
| 50                 | 24. Apr. 2012 | 0,91              | 3,7                    | Maybrit Illner, Uwe-Karsten Heye, Andreas Fritzenkötter |
| 51                 | 25. Apr. 2012 | 1,06              | 4,5                    | Marco Schreyl, Thomas M. Stein, Alexander Klaws         |
| 52                 | 26. Apr. 2012 | 0,83              | 3,6                    | Lionel Richie, Iris Berben                              |
| 53                 | 30. Apr. 2012 | 0,96              | 5,2                    | Best-of-Sendung                                         |
| Monatsdurchschnitt | April         | 1,07              | 4,5                    |                                                         |

| Folge | Datum              | Zuschauer in Mio. | Marktanteil in Prozent | Projekte „66 Träume“                                                                                                   |
| ----- | ------------------ | ----------------- | ---------------------- | --- |
| 54    | 2. Mai 2012        | 0,79              | 3,7                    | Klinikradio, Cheerleaderchampions, Helferhund                                                                          |
| 55    | 3. Mai 2012        | 0,76              | 3,5                    | Jodeltrainerin, Zeitung für Afrika, Berliner Flyer-Projekt                                                             |
| 56    | 7. Mai 2012        | 1,05              | 4,5                    | Mit dem Pferd quer durch Deutschland, Hessenburger, Giuseppe-Marcone-Stiftung                                          |
| 57    | 8. Mai 2012        | 0,76              | 3,5                    | Clowns ohne Grenzen, „Arche“ in Wedding (zu Gast: Cindy aus Marzahn), DVD mit Abwehrtechniken für Kinder               |
| 58    | 9. Mai 2012        | 0,83              | 3,7                    | Ernst-Busch-Schauspielschule, Alpaka-Hof, Strick-Graffiti-Künstlerin auf Arche Noah                                    |
| 59    | 10. Mai 2012       | 0,77              | 3,7                    | Tortenwichtel, Heldenrennen, „Alle in einem Boot“                                                                      |
| 60    | 14. Mai 2012       | 0,83              | 3,8                    | Integratives Theater „Thikwa“, Literaturprojekt zur Zwillingsforschung, Verein „NestWerk“ (zu Gast: Reinhold Beckmann) |
| 61    | 15. Mai 2012       | 0,87              | 3,7                    | Joblinge, Naked Heart, Klinikclowns                                                                                    |
| 62    | 16. Mai 2012       | 0,82              | 3,7                    | Betterplace.org, Brooke-Spiegler-Syndrom, Tigerin Kimmy                                                                |
| 63    | 21. Mai 2012       | 0,69              | 3,4                    | Neue Kita für den VFG (Verein für Gefährdetenhilfe), Brustkrebs-Buchprojekt, neue Glocken für Fischbacher Kirche       |
| 64    | 23. Mai 2012       | 0,52              | 2,6                    | Reise gegen Rechts, mundraub.org, Kinderheim am Voltasee                                                               |
| 65    | 24. Mai 2012       | 0,51              | 2,8                    | Gefahren des Deo-Schnüffelns, Teddybärkrankenhaus, Bachelorarbeit zum Thema parasoziale Beziehungen                    |
| 66    | 29. Mai 2012       | 0,71              | 3,5                    | MITsprache, offene Kasse, EnerKite (Flugwindkraftanlagen)                                                              |
| 67    | 30. Mai 2012       | 0,73              | 3,6                    | Revue „Mein Herz hat Beine“, Elisabethstift-Schule, Süßlupinen-Manufaktur                                              |
| Mai   | Monatsdurchschnitt | 0,76              | 3,5                    | |

| Folge | Datum              | Zuschauer in Mio. | Marktanteil in Prozent | Projekte „66 Träume“ |
| ----- | ------------------ | ----------------- | ---------------------- | --- |
| 68    | 4. Juni 2012       | 0,99              | 4,2                    | „Herzenswünsche e. V.“, ergebnisoffene Forschungsstelle für paranormale Phänomene, „Plant for the planet“                                |
| 69    | 5. Juni 2012       | 0,60              | 2,7                    | Erste-Hilfe-Puppe für Grundschüler, Starthilfe für Schülerzeitungen, „Hugo Tempelman Stiftung“                                           |
| 70    | 6. Juni 2012       | 0,92              | 4,3                    | Familienschloss-Renovierung (zu Gast: Veruschka Gräfin von Lehndorff), medizinisches Hilfsprojekt Berlin-Paraguay von Interplast-Germany |
| Juni  | Monatsdurchschnitt | 0,83              | 3,7                    | |